# クマイチゴ
クマイチゴ（熊苺、学名: Rubus crataegifolius）はバラ科キイチゴ属に分類される半つる性の落葉低木。山地の荒れ地などに生える。別名、エゾクマイチゴ、エゾノクマイチゴ、タチイチゴ、タケシマクマイチゴ。赤色に熟した果実は食用になる。

## 分布と生育環境
日本では、北海道、本州、四国、九州に、東アジアでは中国、朝鮮に分布する。
山間部の日当たりのよい林道沿いなど、森林があって、その中でやや荒れたところに生育する。丈夫な茂みを形成するので、このヤブに入り込むと痛いめに遭う。

## 特徴
落葉広葉樹の低木で半つる性。高さは1 - 2メートル (m) になり、キイチゴ属の中では大型なほうである。根は地下を横に這い、あちこちから地上に茎を伸ばす。茎は株立ちして直立するか傾斜し、木質化するが太くは育たない。樹皮は赤味を帯びた濃褐色で固く、毛がなくて枝には刺が多い。ふつう茎や葉には垂直に出るトゲがあるが、トゲがない太い徒長枝が立ち上がってくることがある。
葉は単葉で、長さ2 - 5センチメートル (cm) の葉柄があり鉤形の刺をもつ。葉身は長さ4 - 10 cmの広卵形あるいは卵円形で、浅くあるいは中程度でモミジ状に3 - 5つに裂け、表面には伏毛があり、裏面の葉脈には刺がある。葉縁には不揃いの鋸歯がある。
花期は初夏（5 - 7月）。冬芽から伸びた新枝の先に、直径1.5 - 2 cmほどのノイバラに似た5弁の白い花が2 - 6個集まって咲く。果実は集合果で夏（6 - 7月ごろ）に赤く熟し、食用になる。
冬芽は卵形で紅紫色で、芽鱗3 - 5枚に包まれており、横に副芽をつけることが多く、側芽は互生する。枝先の仮頂芽は側芽よりもやや小さい。葉痕は三角形で、維管束痕は3個つく。

## 食用
赤く熟した果実を摘み取って食用とする。生食、あるいはジャム、果実酒、ジュース、ゼリーに加工する。